# مارگارت گلر
مارگارت جی. گلر (انگلیسی: Margaret Geller؛ زادهٔ ۸ دسامبر ۱۹۴۷) دانشمند اخترشناس در زمینه اخترفیزیک در مرکز اخترفیزیک هاروارد-اسمیتسونین، اهل ایالات متحده آمریکا است.
مارگارت جی گلر (متولد ۸ دسامبر ۱۹۴۷). کارهای وی شامل نقشه‌های پیشگام جهان مجاور، مطالعات مربوط به رابطه کهکشان‌ها با محیط آنها و توسعه و کاربرد روش‌های اندازه‌گیری توزیع ماده در جهان است. وی همچنین برندهٔ جوایزی همچون مدال کارل شوارتزشیلد شده‌است.